# セカ
セカ（Seka、本名：ドロシア・ハンドレー（Dorothiea Hundley）、1954年4月15日 - ) はアメリカ合衆国・バージニア州ラドフォード出身のアメリカ合衆国のポルノ女優（または彼女が好んで使う表現によれば「セックスパフォーマー」）。
彼女は1970年代後半と1980年代の間に何百もの過激な映画に出演し、アメリカのポルノ界において最も有名で人気の高い女優の1人となった。セカはAVNの「オールタイムトップ50ポルノスター」で13位にランクされている。
セカは、AVN殿堂、XRCO殿堂双方のメンバーである。

## 生い立ち
ドロシア「ドッティ」ハンドレーはホープウェル (ヴァージニア州) でホープウェル高校に通った。十代の時、彼女は「ミス・ホープウェル高」や「ミス・サウスサイドヴァージニア」等のいくつかの美人コンテストで優勝した。1970年代、ハンドレーはヴァージニアとメリーランドで数軒の成人向けの書店を所有し、管理した。そして、顧客に売っている物に登場している女性達より自分の方が良い仕事ができると結論した後、彼女はヴァージニアからラスベガス (ネバダ州) に移住した。ラスベガスにいる間に、雑誌に彼女の最初のヌード写真が掲載され、これがポルノ映画出演の最初のオファーを受けるきっかけとなる。ハンドレーはまもなく（後に彼女の夫となるケン・ヨンツと共に）ロサンゼルス (カリフォルニア州) に転居し、1978年にヨンツと結婚した。キャリアの初期には彼女の芸名は「スイート・アリス」であった。（「リンダ・グラッサー」等の別名も使っていた。）

## ポルノでの名声
ハンドレーは知り合いであるラスベガスの女性ブラックジャック・ディーラーの名前から、スクリーン名「セカ」を採用した 。ポルノが映画からビデオへ移行しつつあったちょうどその頃、彼女はスターとなった。セカのデビュー作は1978年の映画『6人の女/ファイヤー・セックス (Blonde Fire - （別名「Dracula Sucks」または「Lust At First Bite」) 』である。彼女はジョン・ホームズの相手役として主演した。セカは、1980年だけで24本の映画に出演し、1981年（彼女の経歴で最も重要で多作な年である）には更に37本の映画に出演した。1980年にヨンツと離婚。
セカのスクリーン上の性的なパフォーマンスは、レズビアン、アナルセックス、二穴（膣とアナルへの同時挿入）、乱交や、性具（例えばバイブレータ、張形、ペニスバンド）の使用を含んでいた。彼女はまた、アメリカのポルノスターの間で一般的になるより約15～20年前に、剃毛プレイでも知られていた。
セカの映画は、古今を通じ、最も人気のあるエロチカの一つである。多数の映画でセカと共演したジェイミー・ギリスは、彼女を「白人貧困層の女王」と評し、「ポルノを超越したいい女」だと認めていた。セカは「プラチナ・プリンセス」としてもアダルト業界で知られていた。彼女の映画『Inside Seka 』(1980年) のカバーにおいては、「ハイソサエティ」誌からの引用で「ポルノのマリリン・モンロー」と称された。セカは仲間の俳優たちの内、大好きな男性スクリーンパートナーとして、ジョン・ホームズ、マイク・レンジャー、ポール・トーマス、ジェイミー・ギリスを挙げている。女性に関しては、「生きている限り、セカとセックスしたい」と述べたというヴェロニカ・ハートをお気に入りとしている。その他には、アント・ペグことジュリエット・アンダーソン、ケイ・パーカー、キャンディダ・ロイヤルも大好きな女性スクリーンパートナーだとしている。

## 引退
1980年代前半までに、セカはおそらく古今でも一番の女性ポルノスターになった。1982年以後、名声の頂点で彼女は、「彼らは私が望むだけの額を支払おうとしない」と主張してポルノ映画界から退いた。そして彼女は自身の収益のよいファンクラブを運営しながら、ストリップとヌードモデルに転身した。後には彼女も1980年代中頃のHIV流行が、ハードコアセックスシーンから離れていった理由であると認めている。「そういうわけで、私はもう映画を製作しません。…私は、生きたいです。」
豊富なカリスマ性とファンの人気を通して、セカは一種のアンダーグラウンドなカルト有名人の地位を確立した。そして、彼女はポルノ業界を守るための主張者・スポークスマンとしてテレビトークショーに出演した（ニナ・ハートレーのように）。セカと元ポルノスター、ジェリー・バトラーは、チャック・ヘンリーがホストを務めるテレビ番組「330 」に出演した。セカは彼女がどんなにポルノを楽しんでいたか、財政的な問題は二の次だったかについて話した。ジェリーはさえぎった。「ああ本当に？　それなら、なぜ、あなたの出演料は、映画一本につき15,000ドルから30,000ドルの間だったんですか？」　チャックはそれからジェリーに業界でのドラッグの使用について尋ねた。ジェリーは、多くの男優、女優、プロデューサー、監督が多大なプレッシャーの下にいるため、ドラッグを使っていると認めた。セカが「私は、業界の人々がなぜドラッグを必要とするのかについては、想像することができません」と言ったとき、バトラーは反撃した。「1978年はどうなのですか？　私は、あなたが一年中ドラッグのリハビリテーション中であったと聞いていますが。」
1997年、彼女はシカゴで「Let's Talk About Sex 」というラジオトーク番組のホストを務めた。
2002年、セカはドキュメンタリー映画『Desperately Seeking Seka 』の主役となった。スウェーデンの映画製作者クリスチャン・ホールマンとマグナス・パウルソンがポルノの伝説的人物を見つけて、インタビューを求めるという内容である。完成後、映画は国際的な映画祭を巡り、現在DVDで観る事が出来る。（日本では販売していない模様）
2005年に、セカはシカゴからカンザスシティ (ミズーリ州)へ移った。彼女は、自身のウェブサイトを通じてファンクラブを運営している。2007年、セカはカンザスシティの無料配布タブロイド紙「The Pitch」のインタビューを受け、ほぼ15年ぶりに（オンラインペイパーヴュー方式として閲覧できる）ハードコア場面を撮影したところだと述べた。

## トリビア
映画『ブギーナイツ』に登場する、ジュリアン・ムーア演ずるポルノ女優「アンバー・ウェイブス」（ジョン・ホームズの人生における数人の女性の複合である虚構のガールフレンド）の人物像は監督のポール・トーマス・アンダーソンによると、部分的にセカに基づいている。

## 出演作の一部
- 『Teenage Desires 』(1978年) (1974年のフィルムから)
- 『6人の女/ファイヤー・セックス (Blonde Fire) 』(1978年) (ジョン・ホームズと共演)
- 『Inside Seka 』(1980年)
- 『Exhausted: John C. Holmes, the Real Story 』(1981年)
- 『ダーティ・アクトレス/生好きの女 (Careful, He May Be Watching) 』(1987年)
- 『American Garter 』(1993年)
- 『Desperately Seeking Seka 』(2002年)

## 主なTV出演
- The Montel Williams Show (2003年5月13日)
- サタデー・ナイト・ライブ (1986年11月15日)
- オプラ・ウィンフリー・ショー  (1986年9月8日)
- ラリー・キング・ライブ (1985年7月15日)
- The Phil Donahue Show (1981年9月21日)

## 受賞歴
- AVN殿堂顕彰
- XRCO殿堂顕彰(1991年)

### インタビュー
- Chiller Theatre by John Shercock
- FullOnClothing.com
- RingsideReport.com part 1、 part 2